# 三年零八個月 (1991年紀錄片)
《三年零八個月》為香港無綫電視新聞及公共事務部於1991年製作的特備新聞節目，由記者李汶靜旁白。「三年零八個月」是香港人對二戰香港日佔時期的俗稱，該段歷史始於1941年，1991年正是其50週年，無綫因而製作此特備節目講述該段歷史。

## 簡介
節目的敘述要點包括香港保衛戰前香港的地理環境及形勢、日軍佔領香港的戰略目的、香港日佔時期的民生狀況、日本投降後香港的情況。
節目從英國、美國、日本搜羅了一些當時拍攝的影片剪輯播放。亦採訪了一些親身經歷這段歷史的人士，包括多位香港遊擊隊老軍人。

## 節目製作人員
根據節目結束前的字幕：
- 資料：黃玉潔、Paul Cusiac
- 旁述：李汶靜
- 攝影：梁耀國、黃維波
- 電子工程：劉德文、黃啟鴻、劉國良、許德生
- 平面設計：譚小潔，杜國偉
- 視訊效果：陳錦忠、蕭加麟、黃枝輝、蘇栢雄
- 配音混錄：黃國均
- 導播：何香凝
- 編輯：黃玉潔
- 監製：葉志偉

## 參看
- 無綫新聞
- 中日關係
- 第二次世界大戰
- 中國抗日戰爭
- 「終戰」五十年

## 外部連結
- 三年零八個月 預告
- 三年零八個月（页面存档备份，存于）
- 1995 三年零八個月 - 二戰終戰五十週年（页面存档备份，存于）